# Scamandra lachesis
Scamandra lachesis är en insektsart som beskrevs av Stsl 1863. Scamandra lachesis ingår i släktet Scamandra och familjen lyktstritar. Inga underarter finns listade i Catalogue of Life.